# De Westerveld Möl
De Westerveld Möl is een korenmolen in Tilligte in de Nederlandse provincie Overijssel.
De molen werd in 1864 gebouwd. In de jaren dertig van de twintigste eeuw werd de molen onttakeld waarna alleen het onderste stuk van de romp overbleef. De Molenstichting Lattrop-Tilligte kocht de molen in 1984 van de familie Brunninkhuis en liet de molen weer maalvaardig herstellen. Sindsdien wordt de molen door vrijwillige molenaars in bedrijf gesteld.
De molen is thans ingericht met twee koppels maalstenen die op windkracht worden aangedreven, een derde exemplaar heeft motoraandrijving. De roeden van de molen zijn 23,60 meter lang en zijn voorzien van het Oudhollands hekwerk met zeilen.
Het object heeft de status gemeentelijk monument.